# أحمد بن علي الفتحي
الداعي أحمد بن علي الفتحي (توفي في 1349) مطالب لإمامة الدولة الزيدية في اليمن من 1329 إلى 1349 بالتنافس مع أشخاص آخرين.
وكان الداعي أحمد سليل الجيل السابع من الإمام أبو الفتح الناصر الديلمي (توفي في 1053). نشأ في قرية واكاش في منطقة بني مطر غرب صنعاء. بعد وفاة الإمام المهدي محمد بن المطهر عام 1328 ظهر عدة أدعياء. تقدم الداعي أحمد للإمامة في 1329 من مقره في منطقة سفيان. ومع ذلك كان عليه أن يتعامل مع ثلاثة آخرين وهم المؤيد يحيى بن حمزة، الناصر علي بن صلاح، والواثق المطهر بن محمد. كانت المنافسة شرسة وقتل الكثير من الناس. المؤيد يحيى انتصرت في وقت قصير وصار قوة سياسية رئيسية في مناطق الدولة الزيدية حتى وفاته في 1346. مطالب الداعي أحمد في سنة 1330 كانت غامضة. توفي في روغافا على مقربة من صعدة في 1349.